# 英国比利·简·金杯代表队
英国比利·简·金杯代表队是英国女子国家网球队历年参加比利·简·金杯（以前称为联合会杯）的队伍，由草地网球协会（LTA）负责管理。英国队首次参加比利·简·金杯是在1963，是该赛事的首届比赛。英国队曾五次进入决赛，即1967年、1971年、1972年、1981年和2022年，但还没有获得过冠军。